# 4e wereldfestival voor jeugd en studenten
Het vierde wereldfestival voor jeugd en studenten werd in Augustus 1953 te Boekarest, de hoofdstad van Roemenië, gehouden.
De Wereldfederatie van democratische jeugd (WFDY) organiseerde het festival in een klimaat van communistenvervolging, vooral in West-Duitsland, waar Philipp Müller, een deelnemer van het derde wereldfestival, stierf tijdens een demonstratie, en in de Verenigde Staten, waar Julius en Ethel Rosenberg geëxecuteerd werden na een veroordeling voor spionage. Een ander belangrijk doel van het festival was om te protesteren tegen de Koreaanse Oorlog en het steunen van de onafhankelijkheidsbewegingen in de Franse koloniën Algerije en Vietnam. Met deze achtergrond werd het festival een belangrijke "vredesmanifestatie". Het 4e festival was ook een evenement ter promotie van de volksrepubliek Roemenië bij de rest van het socialistische blok.
Op dit festival waren meer dan 30.000 deelnemers uit 111 landen aanwezig.
De officiële slogan was Nee! Onze generatie zal dood en destructie niet dienen!